# Eacles columbiana
Eacles columbiana är en fjärilsart som beskrevs av Max Wilhelm Karl Draudt 1930. Eacles columbiana ingår i släktet Eacles och familjen påfågelsspinnare. Inga underarter finns listade i Catalogue of Life.